# Skorek i czarownica
Skorek i czarownica (jap. アーヤと魔女, Āya to Majo) – japoński film animowany fantasy z 2020 roku w reżyserii Gorō Miyazakiego. Film powstał na podstawie książki Earwig and the Witch Diany Wynne Jones.
Skorek i czarownica jest pierwszą produkcją 3D Studia Ghibli.

## Fabuła
Uparta dziewczynka wychowana w sierocińcu zostaje adoptowana przez samolubną czarownicę i odkrywa, że sama też ma magiczne moce.